# Hugo Friedrich

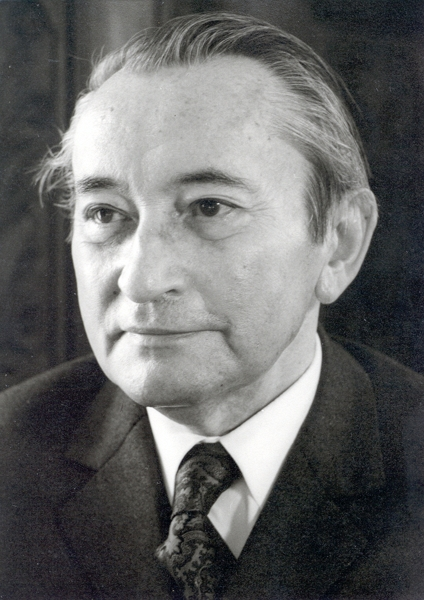
Hugo Friedrich

Hugo Friedrich (* 24. Dezember 1904 in Karlsruhe; † 25. Februar 1978 in Freiburg im Breisgau) war ein deutscher Romanist. Neben seiner Forschung zur klassischen französischen Literatur, die in mehrere Buchveröffentlichungen mündete, gilt seine Strukturanalyse der modernen Lyrik als Meilenstein. Als hervorragender Rhetoriker begeisterte er seine Auditorien in Vorlesungen durch gleichermaßen ausgefeilte wie verständliche Formulierungen selbst komplizierter Sachverhalte.

## Leben und Werk
Nach dem am Goethe-Gymnasium Karlsruhe abgelegten Abitur studierte Friedrich trotz starker musikalischer Neigungen in Heidelberg und München Germanistik, Philosophie, Romanistik und Kunstgeschichte. Nach seiner Promotion im Jahr 1928 in Heidelberg, noch im Fach Germanistik, habilitierte er sich 1934 in Köln mit der viel beachteten Arbeit über „Das antiromantische Denken in Frankreich“. 1937 wurde er an die Universität Freiburg im Breisgau berufen, wo er trotz mehrerer Rufe anderer Universitäten bis zu seiner Emeritierung im Jahr 1970 lehrte.
Hugo Friedrich beantragte am 28. Oktober 1937 die Aufnahme in die NSDAP und wurde rückwirkend zum 1. Mai desselben Jahres aufgenommen (Mitgliedsnummer 5.255.053), obwohl er schon im Zusammenhang mit dem Berufungsverfahren an die Universität Freiburg als „weder fachlich noch weltanschaulich für die Ausübung dieses Amtes geeignet“ bezeichnet wurde und eine Reihe von Alternativen zu ihm ins Feld geführt wurden. Im Zusammenhang der Berufung auf den Berliner Romanistik-Lehrstuhl im Jahr 1942, die Friedrich ablehnte, wurde ihm dann wie auch dem ebenfalls auf der Berufungsliste stehenden Fritz Schalk „übertriebener Intellektualismus und politisches Desinteresse“ attestiert.
Obwohl er es strikt ablehnte, eine eigene Schule zu gründen, verbreitete sich seine Lehre über sieben Habilitanden und beeinflusst die Romanistik bis heute. Mit seinen Werken wurde er bis weit über die Grenzen seines Faches berühmt.
Friedrichs Augenmerk galt der Form und Struktur der Literatur mindestens so sehr wie deren Inhalt. Sein Werk Die Struktur der modernen Lyrik erschien 1956 erstmals in Rowohlts deutsche Enzyklopädie, deren Wissenschaftlichem Beirat er seit 1955 angehörte. Mit diesem Werk hatte Friedrich auch die größten Erfolge (14 Auflagen):
„Dichtung … kannte schon immer Augenblicke, in denen der Vers sich zu einer Eigenmacht des Tönens hob, die zwingender wirkt als sein Gehalt. (…) Doch hat älteres Dichten in solchen Fällen nie den Gehalt preisgegeben, eher danach getrachtet, ihn eben durch die Klangdominante in seiner Bedeutung zu steigern. (…) Seit der europäischen Romantik treten andere Verhältnisse auf. (…) Stärker als bisher schieden sich in der Sprache die Funktion der Mitteilung und die Funktion, ein unabhängiger Organismus musikalischer Kraftfelder zu sein. (…) Die Möglichkeit ist erkannt, ein Gedicht durch eine Kombinatorik entstehen zu lassen, die mit den tönenden und rhythmischen Elementen der Sprache schaltet wie mit magischen Formeln. Aus ihnen, nicht aus der thematischen Planung, kommt dann ein Sinn zustande - ein schwebender unbestimmter Sinn, dessen Rätselhaftigkeit weniger von den Kernbedeutungen der Worte verkörpert wird als vielmehr von ihren Klangkräften und semantischen Randzonen.“
Hugo Friedrich war drei Mal verheiratet und hatte zwei Kinder aus der zweiten Ehe.

## Auszeichnungen und Ehrungen
- 1957: Mitglied der Deutschen Akademie für Sprache und Dichtung
- 1958: Mitglied der Heidelberger Akademie der Wissenschaften
- 1958: Ehrenmitglied der Modern Language Association of America
- 1958: Offizier des Verdienstordens der Republik Italien
- 1958: Offizier der „Palmes Académiques“
- 1964: Sigmund-Freud-Preis für wissenschaftliche Prosa
- 1969: Friedensklasse des Ordens Pour le Mérite
- 1972: Großes Verdienstkreuz mit Stern der Bundesrepublik Deutschland
- 1973: Jacob-Burckhardt-Preis

## Schriften (Auswahl)
- Abbé Prevost in Deutschland. Ein Beitrag zur Geschichte der Empfindsamkeit. (= Beiträge zur neueren Literaturgeschichte, Heft XII). Carl Winter, Heidelberg 1929.
- Die Klassiker des französischen Romans. Leipzig 1939, ISBN 3-465-01434-0.
  - Neuauflage: Drei Klassiker des französischen Romans. Frankfurt am Main 1980, ISBN 978-3-465-01434-8.
- Die Rechtsmetaphysik der Göttlichen Komödie. Francesca da Rimini, Frankfurt am Main 1942.
- Montaigne. Bern 1949, ISBN 3-7720-1627-8.
- Die Struktur der modernen Lyrik. Von Baudelaire bis zur Gegenwart. (= Rowohlts deutsche Enzyklopädie, Bd. 40). Hamburg 1956, ISBN 3-499-55420-8.
- Epochen der italienischen Lyrik. Frankfurt am Main 1964, ISBN 978-3-465-00111-9.